# Carsia alpinata
Carsia alpinata är en fjärilsart som beskrevs av Alpheus Spring Packard 1873. Carsia alpinata ingår i släktet Carsia och familjen mätare. Inga underarter finns listade i Catalogue of Life.